# تنقیه خشک
انما یا تنقیه خشک(به انگلیسی: Dry enema) یک روش جایگزین مناسب برای پاکسازی مقعد انسان یا جهت دلایل بهداشتی، یا جهت بهداشت جنسی
بکار می‌رود.

این کار توسط وسیله‌ای خاص انجام میگیرد که توسط آن، مقداری ماده روان‌ساز به درون رکتوم فرستاده می‌شود که در نتیجه سبب دفع مدفوع با خشونت کمتر و سرعت بیش تر می شود.

از آنجایی که هیچ آبی در این روش مورد استفاده قرار نمی گیرد، انمای خشک نامگذاری شده است.

## تکنیک

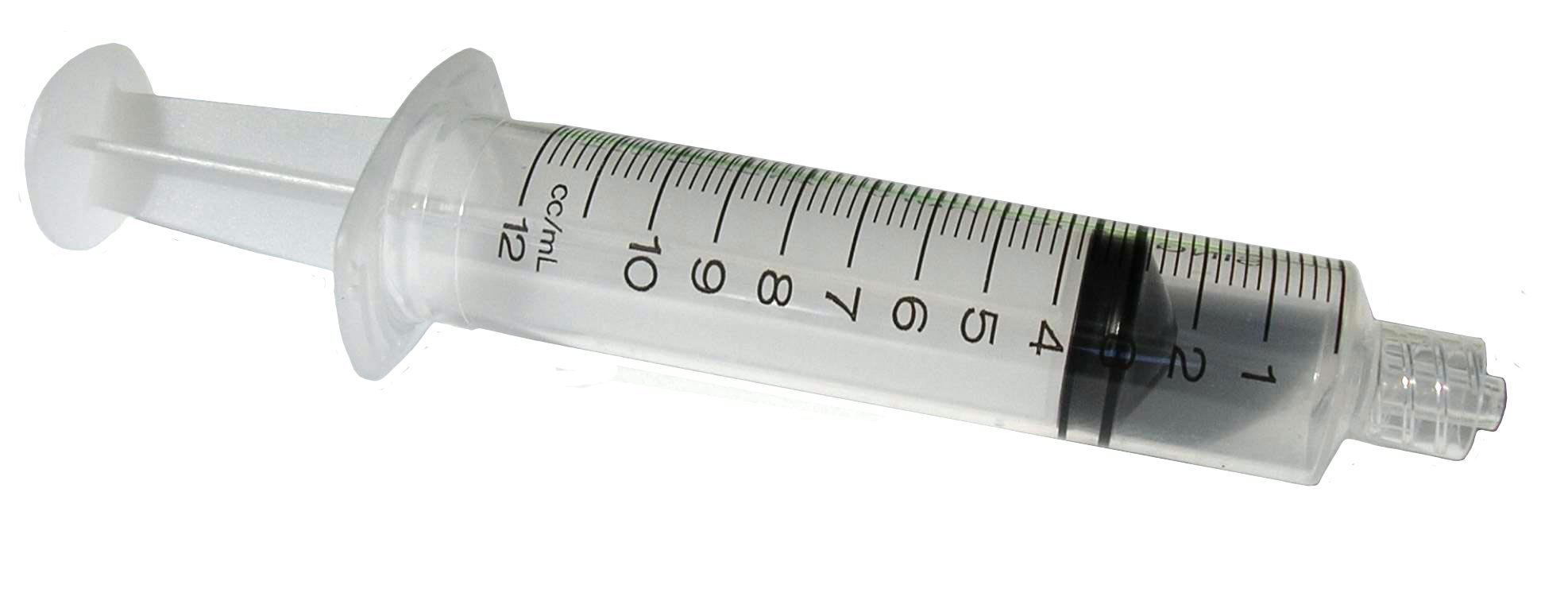
تزریق ماده روان‌ساز توسط سرنگ

- استفاده ازشیاف
- تزریق ماده روان‌ساز